# Oglana discoidalis
Oglana discoidalis är en fjärilsart som beskrevs av M.Gaede 1930. Oglana discoidalis ingår i släktet Oglana och familjen tandspinnare. Inga underarter finns listade i Catalogue of Life.